# Erdmuta Zofia von Dieskau
Erdmuta Zofia von Dieskau (ur. 25 lutego 1698, zm. 23 kwietnia 1767 w Dreźnie) – córka Geisslera von Dieskau, metresa króla polskiego Augusta II Mocnego.

## Życiorys
Erdmuta Zofia von Dieskau została kochanką króla polskiego i elektora Saksonii w 1719, gdy August II porzucił swą poprzednią metresę Mariannę Denhoffową. Według przekazu La Saxe Galante Karla Ludwiga von Pöllnitza, Erdmuta Zofia była osobą niezwykle urodziwą, lecz małomówną. Jej związek z Augustem był krótkotrwały i zakończył się w 1720, gdy król zainteresował się Krystyną Edmundą von Osterhausen. 28 kwietnia 1721 z inicjatywy polskiego monarchy Erdmuta Zofia została wydana za mąż za marszałka dworu królewskiego i dyplomatę Johanna Adolfa von Loßa. Zmarła 23 kwietnia 1767 w Dreźnie.